# Sonja Coetzee
Sonja Elena Coetzee - (11 de septiembre de 1987) es una deportista sudafricana que compite en lucha libre. Ganó dos medallas en el Campeonato Africano de Lucha entre los años 2007 y 2009

## Palmarés internacional
| Campeonato Africano | Campeonato Africano    | Campeonato Africano | Campeonato Africano |
| Año                 | Lugar                  | Medalla             | Categoría           |
| ------------------- | ---------------------- | ------------------- | ------------------- |
| 2007                | El Cairo (Egipto)      | Medalla de bronce   | 72 kg               |
| 2009                | Casablanca (Marruecos) | Medalla de plata    | 72 kg               |